# Slabokrvnost
Slabokŕvnost ali anemíja je bolezen, pri kateri sta znižani koncentracija rdečih krvničk in/ali koncentracija hemoglobina v krvi, zaradi krvavitve, pomanjkljivega nastajanja ali povečane razgradnje rdečih krvničk oziroma kombinacije teh pojavov.

## Razvrščanje

### Glede na vzrok
Slabokrvnosti lahko glede na vzrok razdelimo na:
- slabokrvnosti zaradi motenj proizvodnje eritrocitov:
  - slabokrvnost zaradi pomanjkanja železa (ta vrsta je najpogostejša in je običajno posledica izgub krvi; preiskave pokažejo po navadi hipokromne in mikrocitne eritrocite, serumska koncentracija železa je znižana)
  - sideroblastna anemija (v krvi se pojavljajo sideroblasti – rdeče krvničke z vidnimi delci železa; železa v organizmu običajno ne primanjkuje, vzrok je nepravilna vezava železa v hemoglobin v kostnem mozgu)
  - hipoproliferativne anemije (so posledica motenj eritropoetina zaradi ledvičnih, presnovnih ali endokrinih bolezni)
  - aplastična anemija (posledica pomanjkanja krvotvornih celic in jo običajno spremljata tudi levkopenija in trombocitopenija)
  - mieloftizična anemija (posledica infiltracije kostnega mozga z drugimi celicami, na primer zaradi tumorja, granulomatozne bolezni, nalaganja lipidov ...)
  - megaloblastne makrocitne anemije (po navadi so posledica pomanjkanja vitamina B12 ali folata)
  - slabokrvnost zaradi mielodisplazije
  - slabokrvnost zaradi motnje transporta železa (zelo redka oblika, posledica motenega prehajanja železa v krvotvorne celice)
- slabokrvnosti zaradi pospešenega propadanja rdečih krvničk
  - avtoimunska hemolitična anemija (posledica protiteles, ki napadajo rdeče krvničke)
  - slabokrvnost zaradi paroksizmalne nočne hemoglobinurije
  - travmatska hemolitična anemija (propadanje rdečih krvničk povzroča prekomerno trenje ali turbulence krvi v žilah)
  - dedna sferocitoza in dedna eliptocitoza (prirojeni dedni bolezni, pri katerih je hemoliza posledica nepravilnosti v membrani rdečih krvničk)
  - stomatocitoza (hemolitična anemija zaradi prirojene motnje rdečih krvničk, ki so čašičaste oblike) in slabokrvnost zaradi hipofosfatemije
  - hemolitična anemija zaradi motenj v Embden-Meyerhofovi poti (redka prirojena presnovna motnja)
  - hemolitična anemija zaradi motenj delovanja encima glukoza-6-fosfat-dehidrogenaze
  - srpastocelična anemija (prirojena bolezen, pri kateri so rdeče krvničke srpaste oblike)
  - bolezen hemoglobina C (dedna bolezen, podobna srpastocelični anemiji)
  - bolezen hemoglobinov C in S (dedna bolezen, podobna srpastocelični anemiji)
  - bolezen hemoglobina E (dedna motnja hemoglobina E, ki povzroča blago hemolizo)
  - talasemije (skupina dednih mikrocitnih hemolitičnih anemij zaradi motenj v sintezi hemoglobina)

### Glede na velikost rdečih krvničk
Z morfološkega vidika se anemije razvrščajo glede na velikost rdečih krvničk, ki se meri s povprečnim korpuskularnim volumnom (PKV). Če so celice manjše od spodnje normalne vrednosti (80 fl), gre za t. i. mikrocitno anemijo, če so normalne velikosti, govorimo o normocitni anemiji, in če so večje od zgornje normalne vrednosti (100 fl), se anemija imenuje makrocitna. Ta razvrstitev nakazuje tudi na vzrok slabokrvnosti, na primer, mikrocitna anemija je često posledica pomanjkanja železa. Vrednost PKV se da hitro določiti in je zato pomembna pri diagnosticiranju slabokrvnosti.
Shematski prikaz razvrstitve anemij glede na velikost rdečih krvničk:

|  |  |  |  |  |  |                                |                                |                                |                                |                                |                                |  |  |                                |                                |                                |                                |                                |                                |  |  | Anemija                           |                                   |                                   |                                   |                                   |                                   |  |  |                               |                               |                               |                               |                               |                               |  |  |                               |                               |                               |                               |                               |                               |  |  |  |  |  |  |  |  |  |  |  |  |  |  |  |  |  |  |  |  |
|  |  |  |  |  |  |                                |                                |                                |                                |                                |                                |  |  |                                |                                |                                |                                |                                |                                |  |  |                                   |                                   |                                   |                                   |                                   |                                   |  |  |                               |                               |                               |                               |                               |                               |  |  |                               |                               |                               |                               |                               |                               |  |  |  |  |  |  |  |  |  |  |  |  |  |  |  |  |  |  |  |  |
|  |  |  |  |  |  |                                |                                |                                |                                |                                |                                |  |  |                                |                                |                                |                                |                                |                                |  |  |                                   |                                   |                                   |                                   |                                   |                                   |  |  |                               |                               |                               |                               |                               |                               |  |  |                               |                               |                               |                               |                               |                               |  |  |  |  |  |  |  |  |  |  |  |  |  |  |  |  |  |  |  |  |
|  |  |  |  |  |  | Makrocitna anemija (PKV > 100) | Makrocitna anemija (PKV > 100) | Makrocitna anemija (PKV > 100) | Makrocitna anemija (PKV > 100) | Makrocitna anemija (PKV > 100) | Makrocitna anemija (PKV > 100) |  |  |                                |                                |                                |                                |                                |                                |  |  | Normocitna anemija (PKV = 80–100) | Normocitna anemija (PKV = 80–100) | Normocitna anemija (PKV = 80–100) | Normocitna anemija (PKV = 80–100) | Normocitna anemija (PKV = 80–100) | Normocitna anemija (PKV = 80–100) |  |  |                               |                               |                               |                               |                               |                               |  |  | Mikrocitna anemija (PKV < 80) | Mikrocitna anemija (PKV < 80) | Mikrocitna anemija (PKV < 80) | Mikrocitna anemija (PKV < 80) | Mikrocitna anemija (PKV < 80) | Mikrocitna anemija (PKV < 80) |  |  |  |  |  |  |  |  |  |  |  |  |  |  |  |  |  |  |  |  |
|  |  |  |  |  |  | Makrocitna anemija (PKV > 100) | Makrocitna anemija (PKV > 100) | Makrocitna anemija (PKV > 100) | Makrocitna anemija (PKV > 100) | Makrocitna anemija (PKV > 100) | Makrocitna anemija (PKV > 100) |  |  |                                |                                |                                |                                |                                |                                |  |  | Normocitna anemija (PKV = 80–100) | Normocitna anemija (PKV = 80–100) | Normocitna anemija (PKV = 80–100) | Normocitna anemija (PKV = 80–100) | Normocitna anemija (PKV = 80–100) | Normocitna anemija (PKV = 80–100) |  |  |                               |                               |                               |                               |                               |                               |  |  | Mikrocitna anemija (PKV < 80) | Mikrocitna anemija (PKV < 80) | Mikrocitna anemija (PKV < 80) | Mikrocitna anemija (PKV < 80) | Mikrocitna anemija (PKV < 80) | Mikrocitna anemija (PKV < 80) |  |  |  |  |  |  |  |  |  |  |  |  |  |  |  |  |  |  |  |  |
|  |  |  |  |  |  |                                |                                |                                |                                |                                |                                |  |  |                                |                                |                                |                                |                                |                                |  |  |                                   |                                   |                                   |                                   |                                   |                                   |  |  |                               |                               |                               |                               |                               |                               |  |  |                               |                               |                               |                               |                               |                               |  |  |  |  |  |  |  |  |  |  |  |  |  |  |  |  |  |  |  |  |
|  |  |  |  |  |  |                                |                                |                                |                                |                                |                                |  |  | Povišano število retikulocitov | Povišano število retikulocitov | Povišano število retikulocitov | Povišano število retikulocitov | Povišano število retikulocitov | Povišano število retikulocitov |  |  |                                   |                                   |                                   |                                   |                                   |                                   |  |  | Znižano število retikulocitov | Znižano število retikulocitov | Znižano število retikulocitov | Znižano število retikulocitov | Znižano število retikulocitov | Znižano število retikulocitov |  |  |                               |                               |                               |                               |                               |                               |  |  |  |  |  |  |  |  |  |  |  |  |  |  |  |  |  |  |  |  |

Za natančnejšo diagnozo so pomembne tudi druge značilnosti, razvidne iz krvnega razmaza periferne krvi, na primer pridružene anomalije belih krvničk kažejo, da vzrok tiči v samem kostnem mozgu.